# Joëlle Léandre
Joëlle Léandre (Aix-en-Provence, Francia, 12 de septiembre de 1951) es una contrabajista, vocalista y compositora en activo de música contemporánea e improvisación libre.

## Carrera musical
En el campo de música contemporánea, ha interpretado con el Ensemble Intercontemporain de Pierre Boulez, y trabajado con Merce Cunningham y John Cage. Tanto Cage como Giacinto Scelsi compusieron obras específicamente para ella.
Dio un concierto en solitario en el Jazz em Agosto en 2007 (Fundación Calouste Gulbenkian, Lisboa, Portugal). En este mismo festival de jazz, Léandre también interpretó en el Quartet Noir, un cuarteto que raramente interpreta en vivo, con Marilyn Crispell, Urs Leimgruber y Fritz Hauser.
También ha colaborado con músicos en los campos de jazz y música improvisada, incluyendo Derek Bailey, Barre Phillips, Anthony Braxton, George Lewis, India Cooke, Evan Parker, Irène Schweizer, Steve Lacy, Maggie Nicols, Fred Frith, Carlos Zíngaro, John Zorn, Susie Ibarra, J. D. Parran, Kevin Norton, Eric Watson, Ernst Reijseger, Akosh S. y Sylvie Courvoisier.
En 1983  se convirtió en parte del European Women Improvising Group (EWIG), el cual más tarde se llamó Feminist Improvising Group, y a principios de la década de 1990 cofundó el trío de improvisación feminista Les Diaboliques, con Schweizer y Nicols.

## Discografía

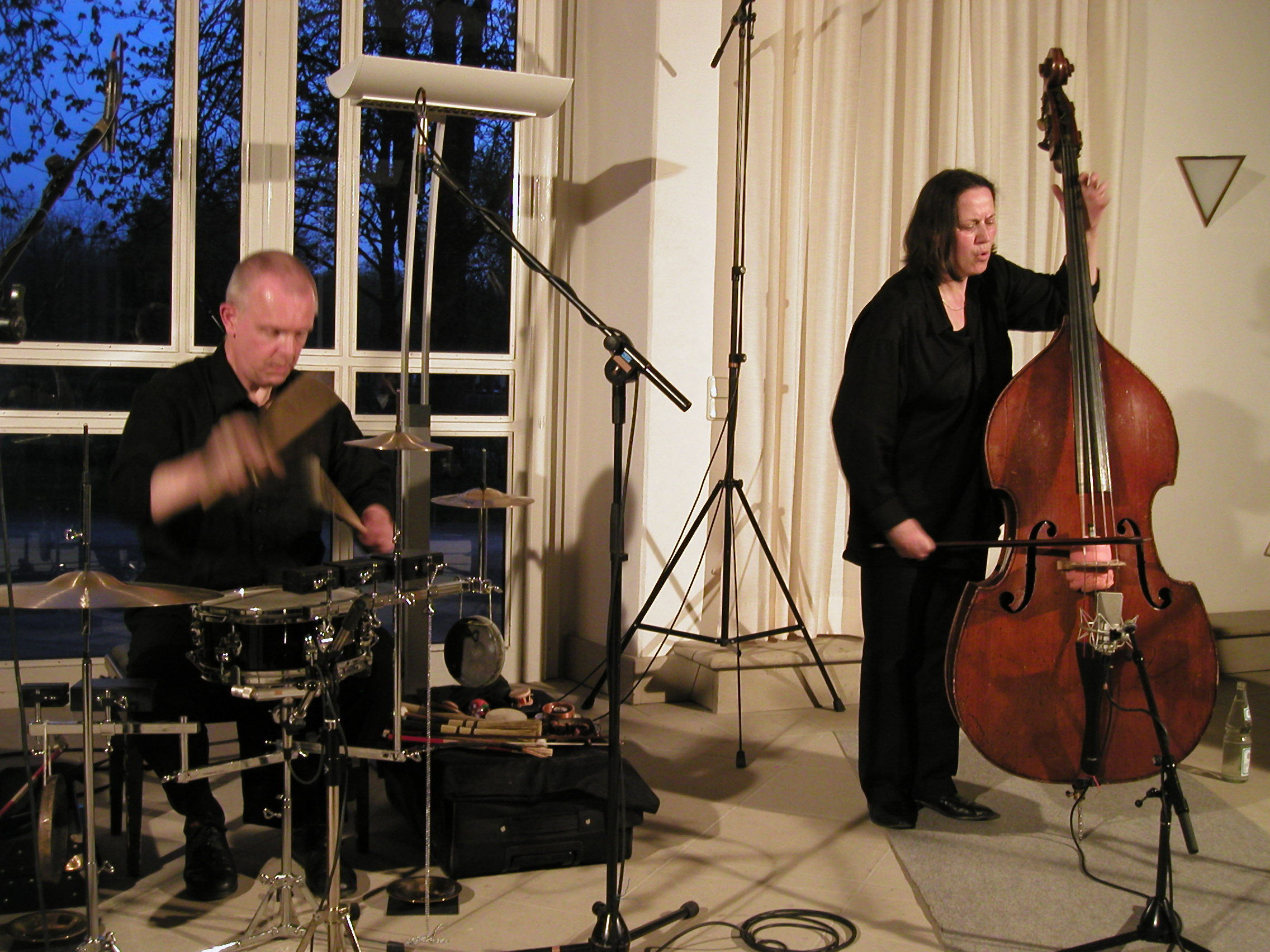
Joëlle Léandre y Fritz Hauser con el Cuarteto Noir en el Castillo de Weikersheim

- 1981: Contrabassiste, QCA Redmark-Liben Records
- 1981–1982: Instant Replay, con Lol Coxhill, Nato.
- 1982: Live at The Bastille, con Maggie Nicols y Lindsay Cooper, Sync Pulse.
- 1983: Couscous, con Lol Coxhill, Nato.
- 1983: Les Douze sons, Nato.
- 1983: Trios, Incus 51. Company.
- 1984: Live at Taktlos, Intakt (trío con Irène Schweizer y Paul Lovens).
- 1984: Sweet Zee, Daunik Lazro, Hat Art
- 1984: Pour un demi-poulet, Nato (un morceau sur Alfred Hitchcock Tribute Album).
- 1985–1987: Paris Quartet, Intakt.
- 1985: Sincerely, Plainisphare (solo).
- 1986: Canaille, Intakt.
- 1986: Cordial gratin, con Irène Schweizer, FMP
- 1986: Frerebet Soeurboise, dúo con Peter Kowald, FMP
- 1986: Soeurbet, Frereboise, dúo con Peter Kowald, FMP
- 1986–1988: The Storming of the Winter Palace, Intakt
- 1987: Contrabasse et voix ADDA
- 1987:  Les domestiques, dúo con Jon Rose, Konnex
- 1987: Violin Music for Restaurants, dúo con Jon Rose, ReR
- 1988: Anthony Braxton Group, Ensemble, Victoriaville
- 1988: En Chair et en os, basado en los poemas de Julien Blaine, DCC
- 1990: Écritures, con Carlos Zíngaro, In Situ
- 1990: Trend, con Mario Schiano, Evan Parker, Alex Von Schlippenbach y Paul Lytton, Splasc(h) Records
- 1990: Urban Bass, solo, EDD
- 1991: Palimpseste, dúo con Eric Watson, Hat Art
- 1991: Canaille 91
- 1992: Haunting the Spirits Inside Them..., Music and Arts
- 1992: Okanagon, composiciones de Scelsi, Hat Art
- 1992: L'Histoire de Mme Tasco, Canvas Trio, Hat Art
- 1992: Urgent Meeting 221 (con Un Drame Musical Instantané), GRRR
- 1992: Letter 3, dúo con Sainkho Namchylak, Léo
- 1993: Les Diaboliques, Intakt
- 1993: Blue Goo Park, dúo con Carl, FMP
- 1993: Nuage en voyage, dúo con Annick Nozati, Z.o.o
- 1993: Tracks, con Mario Schiano y Peter Kowald, Le Parc Music.
- 1994: Sound on Stage Part 1, con Carlos Zíngaro, Musicworks
- 1994: Sincerely, solo, Planisphare
- 1994: Joëlle Léandre – Pascal Contet, Grave
- 1994: Blue Memories, con Mario Schiano y Renato Geremia, Splasc(h) Records
- 1994: Les diaboliques, Splitting Image, Intakt
- 1994–1995: No Comment, solo, Red Toucan
- 1995: John Cage, Auvidis Montaigne
- 1995: Not Missing Drums Project, con Urban Voices, Léo Lab
- 1996: Live @ Banlieues Bleues, con Georg Graewe y François Houle, Red Toucan
- 1996: 18 Colors, dúo con Lauren Newton, Leo Records
- 1996: Duos 3–13, For 4 Ears, dúos con Fredy Studer
- 1996: Moments Music and Arts, Canvas Trio.
- 1996: No Try No Fail, trío con Urs Leimgruber y Fritz Hauser, Hatology
- 1998: Joëlle et Tetsu, dúo con Tetsu Saitoh, Omba
- 1997: Philippe Fénelon, Five Pieces on New Music, MFA
- 1997: Incandescences, dúo con Giorgio Occhipinti, Tonesetters
- 1997: No Waiting, dúo con Derek Bailey, Potlatch
- 1997: E'vero, dúo con Sebi Tramontana, Leo Records
- 1997: Les Diaboliques, Live at the Rhinefalls, Intakt
- 1997: Chantal Dumas, Le parfum des femmes, OHM/AVTR
- 1998: Contrabasses, dúo con William Parker, Leo Records
- 1998: Short Takes, dúo con Haruna Miyake, Egg Farm[6]
- 1998: Improvisation & Performance, Mesostics
- 1998: Ryoanji: John Cage Concert in Hiroshima, con Kumi Wakao, Mesostics
- 1998: Solo Bass, Mesostics
- 1998: Sapporo Duets, dúo con Ryoji Hojito, Tonesetters/Jazz Halo
- 1998: Quartet Noir, con Urs Leimgruber, Marilyn Crispell y Fritz Hauser, Victo
- 1998–1999: Saadet Türköz, Marmara Sea, Intakt
- 1999: Joëlle Léandre Project, Leo Records
- 1999: Tricotage, dúo con Danielle P. Roger, Ambiances Magnétiques,
- 1999: Organic – Mineral, con Kazue Sawai, In Situ
- 1994–2000: Amalgam(e): 10 ans de Red Toucan, Red Toucan
- 2000: Dire du dire, Rectangle
- 2000: Quelque part, Lithium.
- 2000: C'est ça, con Hasse Poulsen y François Houle, Red Toucan
- 2000: John Cage #4, con Kumi Wakao, Mesostics
- 2000: Joëlle Léandre & Yu Wakao, Mesostics
- 2000: Signature: live at the Egg Farm, dúos con Masahiko Satoh y Yuji Takahashi, Red Toucan
- 2000: Festival Beyond Innocence: 4 1999–2000 (dos piezas en una compilación), Innocent Records
- 2000: Concerten, Muziekinstrumentenmuseum (una pieza y solo en una compilación), MIM .
- 2000: La 5e feuille, The poetry fo Julien Blaine, DCC
- 2001: Out of Sound, Leo Records
- 2001: Timbreplus, Timbre with Hauser, Léandre, Leimgruber, ARBE
- 2001: Madly You, Lazro, Léandre, Zíngaro, Lovens, Potlatch
- 2001: 1/2, Léandre, Zíngaro, Tramontana, No label
- 2001: The Chicken Check in Complex, Zíngaro, Léandre, Tramontana, Leo Records
- 2001: For Flowers, Joëlle Léandre, Mat Maneri, Joel Ryan, Christophe Marguet, Leo Records
- 2001: Passaggio, Sylvie Courvoisier, Joëlle Léandre, Susie Ibarra, Intakt
- 2002: Roland Kirk, Duets 2, con Ramón López, Leo Records
- 2002: Ocean of Earth, Kevin Norton, Joëlle Léandre, Tomas Ulrich, Barking Hoop
- 2002: Tempted to Smile, Fred Frith, Joëlle Léandre, Jonathan Segel, Spool
- 2002: No Day Rising, Brett Larner, Joëlle Léandre, Kazuhisa Uchihashi, Spool
- 2002: The Space_Between, Philip Gelb, Pauline Oliveras, Dana Reason, Joëlle Léandre, 482 Music
- 2002: Evident, dúo con Mark Nauseef, 482 Music
- 2002: One More Time, Steve Lac, Joëlle Léandre, Leo Records
- 2003: After You Gone, Barre Phillips, Joëlle Léandre, William Parker, Tetsu Saitoh, Victo
- 2003: Györ, dúo con Akosh S, Reqords
- 2003: Sur une balançoire, dúo con Gianni Lenoci, Ambiances Magnétiques
- 2003–2004: Irène Schweizer: un film de Gitta Gsell, Intakt DVD
- 2004: India Cooke, Firedance, Red Toucan
- 2004:  Ramón López Flowers Trio, Flowers of Peace, Leo Records
- 2004: Quartet Noir, Lugano, Victo
- 2004: Cruxes, Aurora Josephson, Joëlle Léandre, Damon Smith, Martin Blume, Balance Point Acoustics
- 2005: Concerto Grosso, Tonesetters, solo, Jazz Halo
- 2005: Face It!, dúo con Lauren Newton, Leo Records
- 2005: At The Le Mans Jazz Festival, Leo Records
- 2005: Voyages, dúo con Masahiko Satoh, BJSP
- 2005: Open Waves Concert, dúo con Carlos Bechegas, Forward
- 2005: Freeway, dúo con Pascal Contet, Clean Feed,
- 2005: 25th NWM, Ninth World Music (one piece on a compilation)
- 2006: Les Diaboliques, Jubilee Concert, Intakt DVD.
- 2006: Winter in New York, dúo con Kevin Norton, Leo Records
- 2006: 9 moments, Houle, Léandre, Strid, Red Toucan
- 2006: The Stone Quartet, Joëlle Léandre, Marilyn Crispell, Roy Campbell, Mat Maneri, DMG
- 2006: À l'improviste, Joëlle Léandre, Barre Phillips, Kadima Collective Recordings
- 2007: Psychomagic Combination, Joëlle Léandre, Gianni Lenoci, Vittorino Curci, Marcello Magliocchi, Setola di Maiale
- 2007: Duo (Heidelberg Loppem), dúo con Anthony Braxton, Leo Records
- 2007: Live in Israël, solo e improvisación colectiva, Kadima Collective Recordings
- 2008: Trace, Léandre, Vidal, Boni, Red Toucan
- 2008: Out of Nowhere, dúo con Quentin Sirjacq, Ambiances Magnétiques
- 2008: Basse Continue, DVD, Hors Œl éditions
- 2008: KOR, dúo con Akosh S, Leo Records
- 2008: Transatlantic Visions, dúo con George Lewis, Roguart
- 2009: Live at Dunois, dúo con William Parker, Leo Records
- 2009: Live aux Instants Chavirés, dúo con Jean-Luc Cappozzo, Kadima Collective Recordings
- 2010: Before After, trío con Nicole Mitchell y Dylan Van Der Schyff, RogueArt
- 2012: Trans, dúo con Serge Teyssot-Gay, Intervalle Triton
- 2013: The Bill Has Been Paid, dúo con Steve Dalachinsky, Dark Tree
- 2013: Trio Ceccaldi con Joëlle Leandre, Ayler Records
- 2014: Tout va monter, trío con Benoît Delbecq y Carnage The Executioner, Nato
- 2014:  Hasparren, dúo con Daunik Lazro, NoBusiness Records
- 2014:  3, dúo con Pascal Contet, Ayler Records
- 2014:  Sisters Where, dúo con Nicole Mitchell, Roguart
- 2015:  MMM Quartet, Joëlle Léandre, Fred Frith, Alvin Curran, Urs Leimgruber, Roguart
- 2016: Joëlle Léandre 10, Can You Hear Me?, con Guillaume Aknine, Florent Stache, Jean-Brice Godet, Théo Ceccaldi, Christiane Bopp, Jean-Luc Cappozzo, Séverine Morin, Alexandra Grimal, Valentin Ceccaldi, Ayler Records.